# 斐濟—印度關係
斐濟—印度關係（英語：Fiji–India relations），是指歷史上的印度和斐濟、以至現在印度共和國與斐濟共和國之間的雙邊關係。两国在19世纪皆为大英帝国的殖民地，当时英国殖民政府招收了不少印度裔劳工前往斐济:97。斐济于1970年独立后印度随即与之建交。兩國關係亦因深遠持久的歷史關係及斐济大量的印度裔公民得到了加强:33。

## 歷史

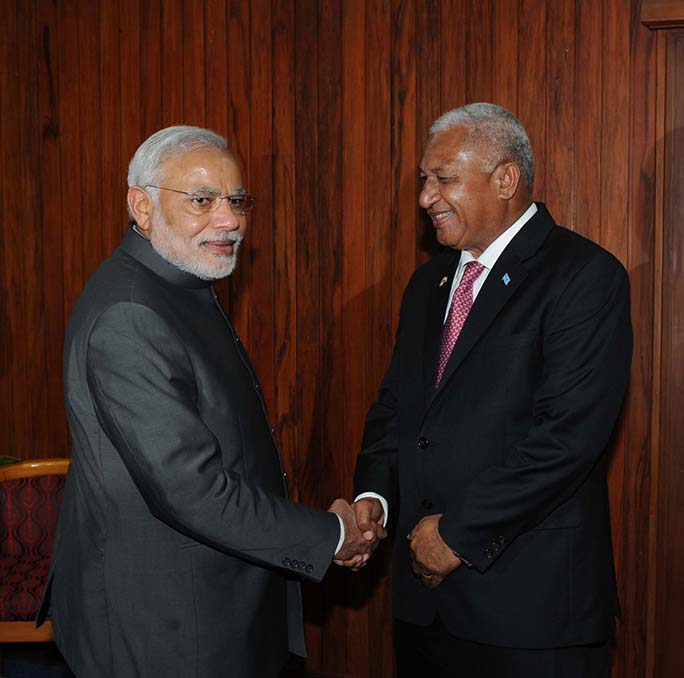
印度总理莫迪接见斐济总理姆拜尼马拉马

斐濟、印度兩國均曾經是大英帝國的殖民地，直到各自於1947年、1970年獨立，並加入了大英國協。1874年10月，斐济正式成為英国殖民地，殖民政府致力發展當地的甘蔗种植园，一些园主建議聘用華工，亦有人認為招募華工的風險高，印度苦力比较可靠:53，因此，自1879年起，英国殖民者开始从印度引入大量移工，他们主要在斐济的甘蔗种植园劳动，也有部分印度裔在斐济从事贸易业，截至1916年，已有超过6万名印度裔在当地定居，但他们时常受到英国殖民者的差别对待。
1947年，印度自治领成立，英属斐济政府起初拒绝印度派遣外交代表，后来，印度于1948年在斐济开设了外交代表处，成为最早在斐济建立外交代表机构的国家之一。1970年，斐济脱离英国独立后，印度随即与之建立邦交，并将代表处升格为大使館層級的高級專員公署，斐济首任总理卡米塞塞·马拉亦于1971年出访印度，印度总理英迪拉·甘地也在十年后对斐济进行了访问。进入1980年代，因斐济政府指控印度高级专员干涉内政，加之印度对斐济1987年军事政变的强烈谴责，两国关系急剧恶化，直到1997年斐济宪法颁布后，两国关系才有机会改善。
在東望政策的引领下，印度加强了与斐济在内的太平洋岛国间的外交关系:32。2005年10月，斐济总理莱塞尼亚·恩加拉塞访问印度，期间该国在新德里开设高级专员公署，斐、印两国还签署了一些合作协议。2014年，印度在斐济苏瓦举办首届印度—太平洋岛国合作论坛峰会，并宣布将向太平洋岛国提供更多资金援助，并承诺在气候变化、经贸合作、信息技术、远程医疗及教育等领域加强与各岛国的合作:32，在此期间，印、斐两国签署了建立热电厂、培训外交官等相关的协议。而斐济也视印度为扩大自身外交影响的门户国家之一，斐济总理弗兰克·姆拜尼马拉马亦于2015年、2018年两度访问印度。

## 經貿關係
印度企业在20世纪50年代开始投资斐济，2003年后，两国的经贸关系得到了显著加强，据印度商業和工業部统计，2022至2023年度，斐济、印度双边贸易额约为8012万美元，其中多为印度出口，主要包括食品、服装及技术产品:25-26。而印度也是斐济主要外资来源国之一。
另一方面，斐济也是接受印度援助最多的太平洋岛国之一，印度糖业技术团也向斐济提供了大量技术、财政援助，以帮助该国发展蔗糖生产加工技术。截至2020年，印度向斐济的援助资金总额达1913.2万美元:32。

## 人文交流
印度裔为斐济最大的民族之一:32，在斐济工商业领域具有重要地位，其语言斐济印地语亦为斐济官方语言之一，他们也是联系斐济与印度两国的桥梁。而印度文化中心也时常在斐济推广印度文化，并向斐济学生提供奖学金，以供他们前往印度学习印地语、医学等:32，此外，印度也向斐济官员提供了技能培训。印度甘地信息技术卓越中心（Mahatma Gandhi Centre of Excellence in IT）则于2021年在斐濟國立大學成立。

## 外部連結
- 印度驻斐济高级专员公署 （页面存档备份，存于）（英文）
- 斐济政府-斐济驻印度高级专员公署 （页面存档备份，存于）（英文）